# 佐々木隆成
佐々木 隆成（ささき りゅうせい、1996年5月2日 - ）は、日本の男子プロバスケットボール選手である。山口県下関市出身。三遠ネオフェニックス所属。ポジションはポイントガード・シューティングガード。

## 来歴
山口県立豊浦高等学校から天理大学に入学。在学中の2019年2月8日、特別指定選手として大阪エヴェッサに入団。
2020年2月14日、熊本ヴォルターズとアマチュア選手契約。ポジションはPG/SG。2020-21シーズンは2試合に出場・総プレイタイム12.57分。FG成功率60.0％（3/5）、3P成功率100.0％（1/1）。
2020年5月11日、熊本ヴォルターズと選手契約。
2020-21シーズンはシーズン途中に負傷・欠場するが、53試合に出場（うちスターティング49回）・総プレイタイム1296.44分、9.1PPMを挙げた。
2021-22シーズンは54試合に出場（うちスターティング18回）・総プレイタイム1288.39分、8.1PPMを挙げた。
2022年6月27日、熊本ヴォルターズを退団。
2022年7月1日、三遠ネオフェニックスと新規選手契約。
2022-23シーズンは終盤に負傷・欠場するが、39試合に出場（うちスターティング32回）・総プレイタイム1017.56分、11.2PPMを挙げた。
特徴
バスケットボール選手としては特に大柄ではないものの、片手でダンクシュートを決めるなど卓越した身体能力を有することから、「リューセイ・スカイウォーカー」の異名を持つ。
補足
熊本ヴォルターズでは、本人を含めて木田貴明と本村亮輔の同年代3人の選手にて魔界トリオと言われており、2020年シーズンよりグッズが販売されている。

## 記録
熊本ヴォルターズに在籍中の2020-21シーズン、FG成功率54.6％・3P成功率40.4％・FT成功率92.2％という、国内はおろかNBAでも8人しかいないいわゆる「50-40-90」を達成した。